# Шипишник
Шипишник — деревня в составе Немского района Кировской области. 

## География
Находится на дороге Богородское-Нолинск на расстоянии примерно 20 километров по прямой на северо-запад от районного центра поселка Нема.

## История
Деревня известна с 1717 года, когда в ней (на тот момент починок Над речкой Листрой) был учтен 21 человек, в 1778 году 102 жителя. В 1873 году учтено дворов 22 и жителей 163, в 1905 26 и 147, в 1926 32 и 156, в 1950 23 и 95 соответственно, в 1989 35 жителей. До 2021 года входила в  Архангельское сельское поселение Немского района, ныне непосредственно в составе Немского района.

## Население
Постоянное население  составляло 35 человек (русские 88%) в 2002 году, 23 в 2010.